# Kočka plavá
Kočka plavá (Felis lybica) nebo kočka divoká plavá (Felis silvestris lybica) je druh malé kočky, ovšem dříve uváděná jako poddruh kočky divoké. Taxonomická revize kočkovitých publikovaná týmem IUCN roku 2017 ji uznává za samostatný druh. Spolu s kočkou stepní (která je od roku 2017 uváděna jako její poddruh) je považována za předchůdce kočky domácí. Její domovinou je Afrika a Asie. Chovali ji již obyvatelé starého Egypta jako užitečné zvíře asi před 4 000 lety.
Je zahrnuta v CITES II.